# San Francisco Opera
Le San Francisco Opera est l'opéra de la ville de San Francisco, aux États-Unis. C'est le plus important opéra des États-Unis, après le Metropolitan Opera de New York.
Il a été fondé en 1923 par Gaetano Merola et a été inauguré avec une représentation de la Tosca, le 15 octobre 1932. 
Situé au San Francisco War Memorial Opera House, il présente des opéras tout au long de l'année.
Le San Francisco Ballet a fait partie du San Francisco Opera depuis sa création en 1933 jusqu'en 1942, date de la séparation définitive des deux institutions.

## Directeurs
- Gaetano Merola (1923-1953)
- Kurt Herbert Adler (1953-1981)
- Terence McEwen (1982-1988)
- Lotfi Mansouri (1988-2001)
- Pamela Rosenberg (2001-2005)
- David Gockley (2006-)

## Créations américaines
- L'Affaire Makropoulos de Leoš Janáček
- Dialogue des Carmélites de Francis Poulenc
- Katerina Ismailova de Dmitri Chostakovitch
- La Femme sans ombre de Richard Strauss
- Lear d'Aribert Reimann
- The Midsummer Marriage de Michael Tippett
- Doctor Atomic de John Adams
- Appomattox de Philip Glass

## Filmographie
- In the Shadow of the Stars, documentaire de 1991 récompensé aux Oscars du cinéma

## Liens internet
- Site officiel du San Francisco Opera
- Site officiel du San Francisco War Memorial Opera House